# Фудзиока, Микио
Микио Фудзиока (яп. 藤岡 幹大 Fujioka Mikio, 19 января 1981, Минамиавадзи, Хиого — 5 января 2018) — японский гитарист и автор песен. Являлся лектором MI JAPAN, членом Kami Band и автором серии обучающих книг «Ad-lib Guitar Tora no Maki». Среди жанров в его репертуаре — рок, джаз и фьюжн. Родился в Минамиавадзи, Префектура Хиого, Япония. Умер 5 января 2018 года в возрасте 36 лет.

## Биография
После поступления в среднюю школу префектуры Хиого Михара (ныне средняя школа префектуры Хиого Авадзи Михара), создал группу с одноклассниками и другими людьми и начал заниматься самодеятельностью.
Он начал свою карьеру гитариста с приобретения гитары типа Les Paul, когда учился в средней школе, но вначале не знал, как на ней играть. Позже он оттачивал свои навыки игры на гитаре, познакомившись с музыкой Пола Гилберта, Ингви Мальмстина и Стива Вая. Среди других повлиявших на него и любимых гитаристов — Джефф Бек, Скотт Хендерсон и Жако Пасториус, а среди групп — Pink Floyd и King Crimson.
Микио поступил в MI JAPAN в Осаке после окончания средней школы. Ещё будучи студентом, он получил приз в конкурсе Git Masters 2000, организованном MI JAPAN и Young Guitar, благодаря чему в 2001 году, после окончания учёбы, стал инструктором в школе. Преподавал на школьном отделении GIT-DX с 2002 года. С 2005 года он жил в Токио и преподавал в токийской школе MI JAPAN. Позже начал вести серию колонок в журнале Young Guitar.
Он дебютировал в 2007 году с альбомом TRICK DISC под псевдонимом «Микио Фудзиока из TRICK BOX». Кроме того, написал серию обучающих книг «Ad-lib Guitar Tora no Maki». Затем он начал работать в качестве сессионного музыканта с Rain Book и Юкой Кобаяси.
Начал поддерживать Aimer в 2012 году, когда они начала выступать в форме группы. С 2013 года играл на гитаре в составе Kami Band группы Babymetal. В 2014 году группа TRICK BOX провела живой концерт, выступая впервые с момента своего дебюта. Кроме того, с того же года он нерегулярно появлялась в качестве гостя на концертах Такаёси Омуры.
30 ноября 2015 года Микио сформировал временную группу с басистом BOH и барабанщиком Юно Маэда для выступления на Koenji Show Boat. После двух живых выступлений первый мини-альбом был записан за три дня и выпущен 26 апреля 2017 года. В том же году производитель музыкальных инструментов ESP выпускает фирменную модель гитары Фудзиока.
Будучи учеником начальной школы, он любил наблюдать за погодой и небесными объектами, и когда поступил в начальную школу, ему купили астрономический телескоп, с помощью которого он часто смотрел на звезды (с тех пор наблюдения стали его хобби).
Он умер 5 января 2018 года в возрасте 36 лет. В сообщениях в Twitter говорится, что он упал с высоты во время наблюдения за звёздами 30 декабря 2017 и умер после внезапного ухудшения состояния здоровья во время прохождения медицинского лечения.

## Наследие
My Little God — это проект фонда, созданного TOKI из C4, Такаёси Омура, GO (Sads) и Юно Маэда для сбора средств на воспитание двух малышек Фудзиока. Кроме того, в 2018 году Омура, ученик и близкий друг Фудзиоки, объявил, что после известия о смерти Фудзиоки он возьмёт на себя управление.
Вышеупомянутый фонд организовал несколько концертов в память о Фудзиоке, в том числе живой концерт под названием «Мой маленький Бог» в CLUB CITTA в Кавасаки, префектура Канагава в апреле 2018 года. Живой концерт под названием «The Hill Of Wisteria» состоялся в январе 2019 года в главном зале Культурной гимназии города Сумото на острове Авадзи, префектура Хиого, где он родился. Все эти два концерта были исполнены артистами, связанными с Фудзиокой, и позже были выпущены на DVD.
Состоялись и другие памятные мероприятия, в том числе выставка рукописных музыкальных партитур и живых фотографий Фудзиоки, проходившая в течение трёх дней в начале ноября 2018 года в здании Shinko Music Annex в Токио. На выставке рукописных музыкальных партитур были представлены некоторые рукописи, написанные им во время работы над различными проектами для журнала Young Guitar и учебными пособиями. На выставке фотографий были представлены снимки, сделанные во время живого выступления в Shibuya Eggman в октябре 2017 года.
О его смерти сообщили многие международные СМИ, включая журналы Billboard и Kerrang, так как он активно выступал на международной сцене в течение нескольких лет в качестве гитариста для Babymetal.

## Дискография и выступления

### Альбом
- «TRICK DISC» (21 марта 2007, Tricycle ENTERTAINMENT) под именем Микио Фудзиока из TRICK BOX

1. 討ち入り前夜
2. 姫路城ver:TRICK BOX
3. 場面転換〜Bass Solo〜
4. HARMONYx
5. トントン拍子 featuring Kiko Loureiro(ANGRA)
6. イメージを持って踏切を渡る
7. 場面転換〜Afria〜
8. AMANITA PANTHERINA
9. girl from…
10. jam with Haruhisa

Специальный гость
- на «Thump Thump» Kiko Loureiro (ANGRA) — гитара
- на «Джем с Харухисой» NAITO Haruhisa — гитара
- на «Himeji Castle ver:TRICK BOX» Хисатору Оиси — клавишные
- на «Пересечение с изображением», «Смена сцены — Afria» и «AMANITA PANTHERINA» Kiomi Inoue — в составе хора

### DVD
- Young Guitar instructional DVD «TRICK BOX: SP — Special: Gyoho Tamatebako» (24 марта 2006, Shinko Music Entertainment).
- My Little God (25 апреля 2018, Keasler Japan Limited).
- 'My Little God в CLUB CITTA в Кавасаки (7 ноября 2018, Keasler Japan Limited).
- The Hill Of Wisteria -My Little God- (31 августа 2019, Keasler Japan Limited).

### Живые выступления
- Rain book
- Юка Кобаяси
- Aimer
- Квонг Мэй
- BABYMETAL
- KinKi Kids

## Другие появления
Участие в записи
- Альбом Rain Book «Детский песенный ландшафт — давайте петь вместе» (2009).
- Альбом Rain Book «Детский песенный ландшафт 2 — Давайте петь вместе» (2010).
- Альбом Rain Book «Детский песенный пейзаж 3 — Давайте петь вместе» (2010).
- Юка Кобаяси, альбом «Precious — to where our future blooms» (2010).
- Хироаки Като, сингл «Теримакаси» (2010).
- Эри Китамура, альбом «Shou x Mei -SHOMEI-» (2014).
- Иори Номидзу, сингл «DARAKENA» (2014).
- Сингл Aimer «Brave Shine» (2015).
- N.A.O. — Альбом «Sparkle» (2015).
- Кока Омура, альбом «I RI S» (2019).）
- SOUND HOLIC — Альбом «Metallical Astronomy» (2010).

### Участие в видеоальбомах
- Такаёси Омура, альбом Devil’s In The Dark — FINAL EDITION (2015). Появление в качестве гостя на сопутствующем LIVE DVD «The Chronicle Of Metal Lovers».
- Такаёси Омура, альбом Cerberus (2016). Появление в качестве гостя на прилагаемом LIVE DVD «The Gathering Of Metal Warriors».
- Такаёси Омура DVD, METAL INITIATION (2019). В качестве гостя